# George Duning
George William Duning (* 25. Februar 1908 in Richmond, Indiana; † 27. Februar 2000 in San Diego, Kalifornien) war ein US-amerikanischer Filmkomponist.

## Leben
Duning kam als Sohn von Henrietta (geb. Albrecht, 1883–1952) und William Henry Duning (1881–1956) in Richmond, Indiana, zur Welt. Sein Vater, ein ehemaliger Verkäufer, produzierte ein Radioprogramm mit klassischer Musik, leitete den German Maennerchor von Richmond und sang in Oratorien; Dunings Mutter gab Orgel- und Klavierunterricht. Als er neun Jahre alt war, zog die Familie nach Ohio und Duning erhielt seinen ersten Klavierunterricht. In Cincinnati lernte er als Teenager das Spielen der Trompete und begann, Musik zu schreiben und zu dirigieren. Im Alter von 15 Jahren leitete er seine erste eigene Jazzband. Nach seinem College-Abschluss spielte er als Trompeter in verschiedenen Jazzformationen sowie in Blaskapellen und Blasorchestern. Am örtlichen Cincinnati Music Conservatory studierte er Musiktheorie. Mit 19 Jahren wurde er Trompeter und Pianist der Kay Kyser Band. Von den Songs Praise the Lord and Pass the Ammunition und Jingle Jangle Jingle, die er für die Band arrangierte, wurden jeweils mehr als eine Million Tonträger verkauft.
In den 1930er Jahren arbeitete Duning mehrere Jahre als Arrangeur und Komponist beim Radio und wurde musikalischer Leiter der NBC-Radioshow Kay Kyser’s Kollege of Musical Knowledge. 1934 war er hauptberuflich als Arrangeur tätig. Nachdem er den Film Der Verräter (1935) mit der Filmmusik von Max Steiner gesehen hatte und von dieser sehr beeindruckt gewesen war, beschloss er, Filmkomponist zu werden. Im Jahr 1939 unterzeichnete Bandleader Kay Kyser einen Vertrag mit RKO Pictures für eine Reihe von Filmen, bei denen Duning als Arrangeur fungierte. Im Jahr 1942 trat Duning der United States Navy bei und diente daraufhin als Dirigent und Arrangeur beim Militärradio, dem Armed Forces Radio Service. Als die Kay Kyser Band 1944 im Film Carolina Moon auftrat, wurde Duning als Komponist von Morris Stoloff, dem musikalischen Leiter von Columbia Pictures, entdeckt. Er erhielt 1945 einen Vertrag bei Columbia, wo er ab Ende der 1940er Jahre fast ausschließlich als Filmkomponist zum Einsatz kam, und nahm in Los Angeles Kompositionsunterricht bei Mario Castelnuovo-Tedesco. Sein erster Film als alleiniger Komponist war Robert Rossens Film noir Johnny O’Clock aus dem Jahr 1947 mit Dick Powell in der Titelrolle.
Duning, der 1949 Mitglied der American Society of Composers, Authors and Publishers (ASCAP) wurde, schrieb die Musik für über 200 Kino- und Fernsehproduktionen. Zu seinen bekanntesten Arbeiten zählen die beiden Glenn-Ford-Western Zähl bis drei und bete (1957) und Cowboy (1958), Fred Zinnemanns Klassiker Verdammt in alle Ewigkeit (1953) sowie die Liebeskomödien Meine Braut ist übersinnlich (1958), Hausboot (1958) und Ein Hauch von Nerz (1962). Seine Zusammenarbeit mit Nelson Riddle für die musikalische Adaption des Rodgers-und-Hart-Musicals Pal Joey für den gleichnamigen Film mit Frank Sinatra und Rita Hayworth fand ebenfalls Beachtung. Seine gekonnte Verknüpfung des Jazzstandards Moonglow mit dem von ihm geschriebenen Hauptthema des Liebesmelodrams Picknick – eine besonders sinnliche Szene mit William Holden und Kim Novak begleitend – wurde in den 1950er Jahren als Medley so beliebt, dass dessen Instrumentalversion von Morris Stoloff 1956 ein Nummer-eins-Hit der Billboard-Charts war. Andere Versionen von Billy Vaughn, Buddy Cole, Perry Como, Harry James und Liberace sowie ein Disco-Arrangement von Lalo Schifrin folgten. 1962 endete Dunings Vertrag mit Columbia Pictures.
Ab Ende der 1950er Jahre komponierte Duning auch Musik für das US-amerikanische Fernsehen. So schrieb er Hauptthemen, Jingles oder Hintergrundmusik für Serien wie Gnadenlose Stadt, Daniel Boone, Big Valley, Time Tunnel, Mannix und Raumschiff Enterprise. Duning war dabei vor allem auf das Schreiben von gefühlvoller und romantischer Musik für Streicher abonniert, die sich stark von der unruhigen Musik der Actionszenen abhob.
Im Laufe seiner Karriere war er fünfmal für den Oscar und zweimal für den von der Hollywood Foreign Press Association verliehenen Golden Globe in der Kategorie Beste Filmmusik nominiert, ging aber stets leer aus. Von 1972 bis 1985 war er im Vorstand der ASCAP und zwischen 1976 und 1979 ihr Vizepräsident. Er war auch im Vorstand der Academy of Motion Picture Arts and Sciences.
Im Jahr 1983 zog sich Duning aus dem Showgeschäft zurück. Für seine Karriere erhielt er 1987 einen Preis der Society for Preservation of Film Music. 1993 wurde er Komponist des Jahres des Bundesstaates Indiana. Weitere Auszeichnungen erhielt er vom DownBeat Magazine (unter anderem für Picknick). Seine musikalische Sammlung von Skizzenbüchern, Tonbändern und Originalpartituren seines Film- und Fernsehschaffens hatte er bereits 1974 der Doheny Library der University of Southern California geschenkt. Ab 1978 war Duning mit Lois Thompson Duning (1920–2016) verheiratet. Im Jahr 1995 erlitt er einen Schlaganfall. Er starb im Februar 2000 in San Diego infolge einer Herz-Kreislauf-Erkrankung, hinterließ zwei Töchter und wurde im Thompson-Mausoleum des Lake Forest Cemetery in Lake Forest, Illinois, beigesetzt.

## Filmografie (Auswahl)
Kino
- 1945: Tonight and Every Night
- 1946: Der Jazzsänger (The Jolson Story)
- 1947: Johnny O’Clock
- 1947: The Guilt of Janet Ames
- 1947: Eine Göttin auf Erden (Down to Earth)
- 1948: I Love Trouble
- 1948: Opium (To the Ends of the Earth)
- 1948: Die Geliebte des Marschalls (The Gallant Blade)
- 1948: Ein Pferd namens October (The Return of October)
- 1948: The Dark Past
- 1948: Der Richter von Colorado (The Man from Colorado)
- 1949: Unerschütterliche Liebe (Shockproof)
- 1949: Leicht französisch (Slightly French)
- 1949: Alarm in der Unterwelt (The Undercover Man)
- 1949: Banditen am Scheideweg (The Doolins of Oklahoma)
- 1949: Der Berg des Schreckens (Lust for Gold)
- 1949: Jolson Sings Again
- 1949: Der Mann, der herrschen wollte (All the King’s Men)
- 1949: Zwei Männer und drei Babies (And Baby Makes Three)
- 1950: Ladung für Kapstadt (Cargo to Capetown)
- 1950: Mein Glück in deine Hände (No Sad Songs for Me)
- 1950: Verurteilt (Convicted)
- 1950: Das skandalöse Mädchen (The Petty Girl)
- 1950: Zwischen Mitternacht und Morgen (Between Midnight and Dawn)
- 1950: Die Lügnerin (Harriet Craig)
- 1951: Burg der Rache (Lorna Doone)
- 1951: Zwei von einer Sorte (Two of a Kind)
- 1951: Der nächtliche Reiter (The Lady and the Bandit)
- 1951: Die Spur führt zum Hafen (The Mob)
- 1951: Strandräuber in Florida (The Barefoot Mailman)
- 1951: Mann im Sattel (Man in the Saddle)
- 1952: Skandalblatt (Scandal Sheet)
- 1952: Paula
- 1952: Affäre in Trinidad (Affair in Trinidad)
- 1952: Budapest antwortet nicht (Assignment – Paris!)
- 1952: Die schwarze Isabell (Captain Pirate)
- 1953: Dürstende Lippen (Last of the Comanches)
- 1953: Salome
- 1953: Verdammt in alle Ewigkeit (From Here to Eternity)
- 1953: Fegefeuer (Miss Sadie Thompson)
- 1955: Mit Leib und Seele (The Long Gray Line)
- 1955: Liebe im Quartett (Three for the Show)
- 1955: In die Enge getrieben (Tight Spot)
- 1955: Der Mann aus Laramie (The Man from Laramie)
- 1955: Ehe in Fesseln (Queen Bee)
- 1955: Für Amerikaner verboten? (Three Strikes in the Sun)
- 1955: Picknick (Picnic)
- 1956: Geliebt in alle Ewigkeit (The Eddy Duchin Story)
- 1956: Storm Center
- 1956: Alle Sehnsucht dieser Welt (Full of Life)
- 1957: Ein Herzschlag bis zur Ewigkeit (Jeanne Eagels)
- 1957: Zähl bis drei und bete (3:10 to Yuma)
- 1957: Selten so gelacht (Operation Mad Ball)
- 1957: Pal Joey
- 1958: Cowboy
- 1958: Duell im Morgengrauen (Gunman’s Walk)
- 1958: Jakobowsky und der Oberst (Me and the Colonel)
- 1958: Hausboot (Houseboat)
- 1958: Meine Braut ist übersinnlich (Bell, Book and Candle)
- 1959: Mit mir nicht, meine Herren (It Happened to Jane)
- 1959: Der Zorn des Gerechten (The Last Angry Man)
- 1959: Die den Tod nicht fürchten (The Wreck of the Mary Deare)
- 1960: Geheimakte M (Man on a String)
- 1960: Fremde, wenn wir uns begegnen (Strangers When We Meet)
- 1960: Und der Herr sei uns gnädig (All the Young Men)
- 1960: Die Saat bricht auf (Let No Man Write My Epitaph)
- 1960: Die Welt der Suzie Wong (The World of Suzie Wong)
- 1960: Auf schrägem Kurs (The Wackiest Ship in the Army)
- 1961: Zwei ritten zusammen (Two Rode Together)
- 1961: April entdeckt Hawaii (Gidget Goes Hawaiian)
- 1961: Der Teufel kommt um vier (The Devil at 4 O’Clock)
- 1961: Ganoven gehn an Bord (Sail a Crooked Ship)
- 1962: Der Tiger ist unter uns (Thirteen West Street)
- 1962: Noch Zimmer frei (The Notorious Landlady)
- 1962: Ein Hauch von Nerz (That Touch of Mink)
- 1962: Immer nur deinetwegen (Who’s Got the Action?)
- 1963: Tu das nicht, Angelika (Critic’s Choice)
- 1963: Puppen unterm Dach (Toys in the Attic)
- 1963: Wer hat in meinem Bett geschlafen? (Who’s Been Sleeping in My Bed?)
- 1964: Operation Pazifik (Ensign Pulver)
- 1965: Geliebte Brigitte (Dear Brigitte)
- 1965: Das teuflische Spiel (Brainstorm)
- 1975: Abenteuer der Lüfte (The Sky’s the Limit)
- 1980: Sam Marlow, Privatdetektiv (The Man with Bogart’s Face)

Fernsehen
- 1958–1959: Gnadenlose Stadt (Naked City) (Serie, 39 Folgen, Titelmusik)
- 1963–1964: Katy (Serie, 31 Folgen)
- 1964–1965: No Time for Sergeants (Serie, sechs Folgen)
- 1964–1965: Wendy and Me (Serie, 30 Folgen)
- 1965: Laredo (Serie, eine Folge)
- 1965–1967: Big Valley (The Big Valley) (Serie, 58 Folgen, auch Titelmusik)
- 1967: Time Tunnel (The Time Tunnel) (Serie, eine Folge)
- 1967: Der Marshall von Cimarron (Cimarron Strip) (Serie, eine Folge)
- 1967: Der Strafverteidiger (Judd for the Defense) (Serie, eine Folge)
- 1967–1968: Raumschiff Enterprise (Star Trek) (Serie, drei Folgen)
- 1967–1968: Der Mann von gestern (The Second Hundred Years) (Serie, elf Folgen, auch Titelmusik)
- 1967–1971: Mannix (Serie, drei Folgen)
- 1968: Daniel Boone (Serie, eine Folge)
- 1969: Then Came Bronson (Serie, vier Folgen, auch Titelmusik)
- 1970: Lancer (Serie, eine Folge)
- 1971–1974: Die Partridge Familie (The Partridge Family) (Serie, 23 Folgen)
- 1972: A Great American Tragedy
- 1972: Der Berg kennt keine Gnade (Climb an Angry Mountain)
- 1975: The Abduction of Saint Anne
- 1977: The Father Knows Best Reunion
- 1977: Father Knows Best: Home for Christmas
- 1980: Griff nach den Sternen (Top of the Hill)
- 1980: Die Traumfabrik (The Dream Merchants) (Miniserie)
- 1981: Goliath – Sensation nach 40 Jahren (Goliath Awaits) (Miniserie)

## Weitere Werke
- Clarifications für Klarinette und Kammerorchester[14]

## Auszeichnungen
Oscar
Nominiert für die Beste Filmmusik:
- 1950: Jolson Sings Again
- 1951: Dein Glück in meine Hände
- 1954: Verdammt in alle Ewigkeit
- 1956: Picknick
- 1957: Geliebt in alle Ewigkeit

Golden Globe
Nominiert für die Beste Filmmusik:
- 1950: Der Mann, der herrschen wollte
- 1961: Die Welt der Suzie Wong

Goldene Himbeere
Gewonnen in der Kategorie Schlechtester Song:
- 1981: The Man with Borgart’s Face aus Sam Marlow, Privatdetektiv zusammen mit Andrew J. Fenady